# Juan Ángel Albín Leites
Juan Angel Albín Leites (Salto, Uruguai, 17 de juliol de 1986) és un futbolista uruguaià que juga com a Centrecampista ofensiu.

## Trajectòria
Va debutar a la Primera Divisió uruguaiana amb el Nacional de Montevideo a la temporada 2003-04, jugant per al club uruguaià fins a la temporada 2005-06. En Nacional tuvo 64 partidos e hizo 24 goles. A la temporada 2006-07 va ser traspassat al Getafe Club de Fútbol on va jugar 13 partits., A la temporada 2007-08 va jugar 29 partits, marcant set gols i donant dues assistències. El 23 de maig de 2011, el Getafe anuncià el seu traspàs al RCD Espanyol. En gener de 2013 fou cedit sis mesos al Nacional i després marxà al Petrolul Ploiești fins 2015, que s'incorporà al Veracruz.

## Palmarès
| Títol                        | Club         | País      | Any       |
| ---------------------------- | ------------ | --------- | --------- |
| Campionat uruguaià de futbol | Nacional     | Uruguai   | 2004      |
| Campionat uruguaià de futbol | Nacional     | Uruguai   | 2005      |
| Campionat uruguaià de futbol | Nacional     | Uruguai   | 2006      |
| Copa Catalunya               | RCD Espanyol | Catalunya | 2010-2011 |